# Cantico di Frate sole (Mertens)
Cantico di Frate sole is een compositie voor harmonieorkest Nederlandse componist Hardy Mertens uit 1989. Het werk is geschreven in opdracht van de Koninklijke Militaire Kapel uit Den Haag. Dit orkest verzorgde in 1989 de première van het werk en heeft het werk in 1992 op cd opgenomen.